# 帕维尔·弗兰曹兹
帕维尔·弗兰曹兹（捷克語：Pavel Francouz，1990年6月3日—），捷克男子冰球运动员，场上位置是守门员。他曾代表捷克国家队参加2018年冬季奥林匹克运动会冰球比赛，获得第四名。